# 11Q1
11Q1 oznaczany również jako 11QPaleoLev – rękopis spisany na pergaminie w formie zwoju pochodzący z końca II wieku lub początku I wieku p.n.e. Rękopis ten ma obecnie wysokość 10,9 cm i długość 100,2 cm. Zawiera on fragmenty Księgi Kapłańskiej. Należy do rękopisów z Qumran.

## Historia
Zwój ten został odkryty w 1956 roku gdy grupa Beduinów z plemienia Ta'amireh przeszukiwała grotę 11 w Kumran. Po raz pierwszy został on rozwinięty czternaście lat później w Muzeum Izraela w Jerozolimie. Do dziś zachowała się tylko dolna część zwoju obejmująca około jednej piątej pierwotnej wysokości.

## Opis
Tekst zwoju zawiera fragmenty końcowych rozdziałów Księgi Kapłańskiej (rozdz. 22-27). Są to ostatnie sześć kolumn oryginalnego rękopisu. W tej samej grocie znaleziono osiemnaście dodatkowych, małych fragmentów, które również należą do tego zwoju. Te fragmenty zawierają urywki poprzednich rozdziałów Księgi Kapłańskiej: rozdz. 4, 10, 11, 13, 14, 16 i 18-22.
Zwój Księgi Kapłańskiej został napisany starożytnym pismem hebrajskim często określanym jako paleohebrajski. Litery mają prawie jednolity kierunek pionowych kresek, skierowany w lewo co oznacza, że pisarzem zwoju był doświadczony, szybko i dynamicznie piszący jeden skryba. Tekst został napisany po chropowatej stronie owczej skóry. Zarówno pionowe i poziome linie były rysowane. Pionowe linie wyznaczały kolumny i marginesy, linie poziome służyły jako linijki, w których pisarz kreślił litery. Skryba używał kropek jako znaków dystansowych.